# 모센 파크리자데

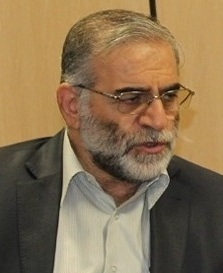
모센 파크리자데

모센 파크리자데(Mohsen Fakhrizadeh, 1958년 ~ 2020년 11월 27일)는 이란의 과학자이다. 이란 핵무기 개발의 아버지라고 불린다.
파크리자데는 1999 ~ 2003년 이란이 진행한 핵무기 개발 계획인 아마드 프로젝트를 주도한 최고위급 과학자로 알려져 있다. 이란 내에서는 파크리자데를 '이란의 로버트 오펜하이머'로 평가하는 시각도 있다. 오펜하이머는 맨해튼 프로젝트(미국이 2차 세계대전 당시 인류 최초의 핵무기를 개발하기 위해 진행한 비밀 연구)의 연구책임자다. 일부 외신은 지난 2013년 이란과 북한의 핵커넥션을 보도하면서 "이란 핵무기 총책임자인 파크리자데를 포함한 이란 핵과학자들이 북한 3차 핵실험을 참관한 것으로 알려졌다"고 전한 바 있다.
2018년 1월, 이스라엘 정보기관 모사드가 테헤란 남서부 슈러버드 지역에 있는 창고로 위장한 비밀 시설을 야간에 급습해 당일 이스라엘로 문서들을 빼냈다. 네타냐후 총리는 이 자료가 1999∼2003년까지 이란이 진행한 핵무기 개발 계획인 아마드 프로젝트의 기밀 사항이라고 밝혔다. 그는 이 프로젝트와 관련된 문서와 사진, 동영상을 보여준 뒤 "아마드 프로젝트를 주도한 이란 핵과학자 모흐센 파크리자데가 2018년에도 SPND라는 핵무기를 개발하는 비밀 조직의 책임자다"라고 주장했다.
파크리자데는 북한 1차 핵실험, 북한 2차 핵실험, 북한 3차 핵실험을 참관했다고 알려졌다.

## 암살
파크리자데는 이란 엘리트들이 은퇴해 모여 사는 테헤란 외곽의 아브사드에서 암살 당했다. 낡은 트럭 한 대가 나뭇짐 밑에 폭발물을 숨겨뒀고, 이 트럭이 파크리자데가 탑승한 차량 인근에서 폭발했다. 파크리자데는 급히 병원으로 후송됐지만 끝내 사망했다.
2010년 1월, 테헤란대 교수인 핵 물리학자 마수드 알리 모하마디가 출근길에 폭탄 공격을 받아 사망했다.
2010년 11월, 이란원자력기구의 핵심 멤버였던 마지드 샤흐리아리가 폭발 사건으로 사망했다.
2011년 7월, 핵개발에 관여한 과학자 다르이시 레자에이가 테헤란에서 오토바이를 탄 괴한의 총격으로 사망했다.
2012년 1월, 핵 과학자 모스타파 아흐마디 로샨이 자신의 차에 부착된 폭탄이 터져 사망했다.
이번이 이란 핵과학자의 다섯번째 암살이다. 이란은 이 다섯번의 암살이 모두 이스라엘 정보기관 모사드의 소행이라고 본다.
중국의 경우, 중국 수소폭탄 개발의 아버지 위민(于敏) 박사는 28년 동안 이름을 감추고 살았다. 2019년 1월 16일 93세로 베이징에서 사망했다. 1967년 중국 최초의 수소폭탄 개발에 성공했다. 위민의 주도로 1965년 10월 수소폭탄 이론이 완성되었고 1966년 12월 28일에 수소폭탄 원리실험을 성공시켰다.

### 무인 트럭

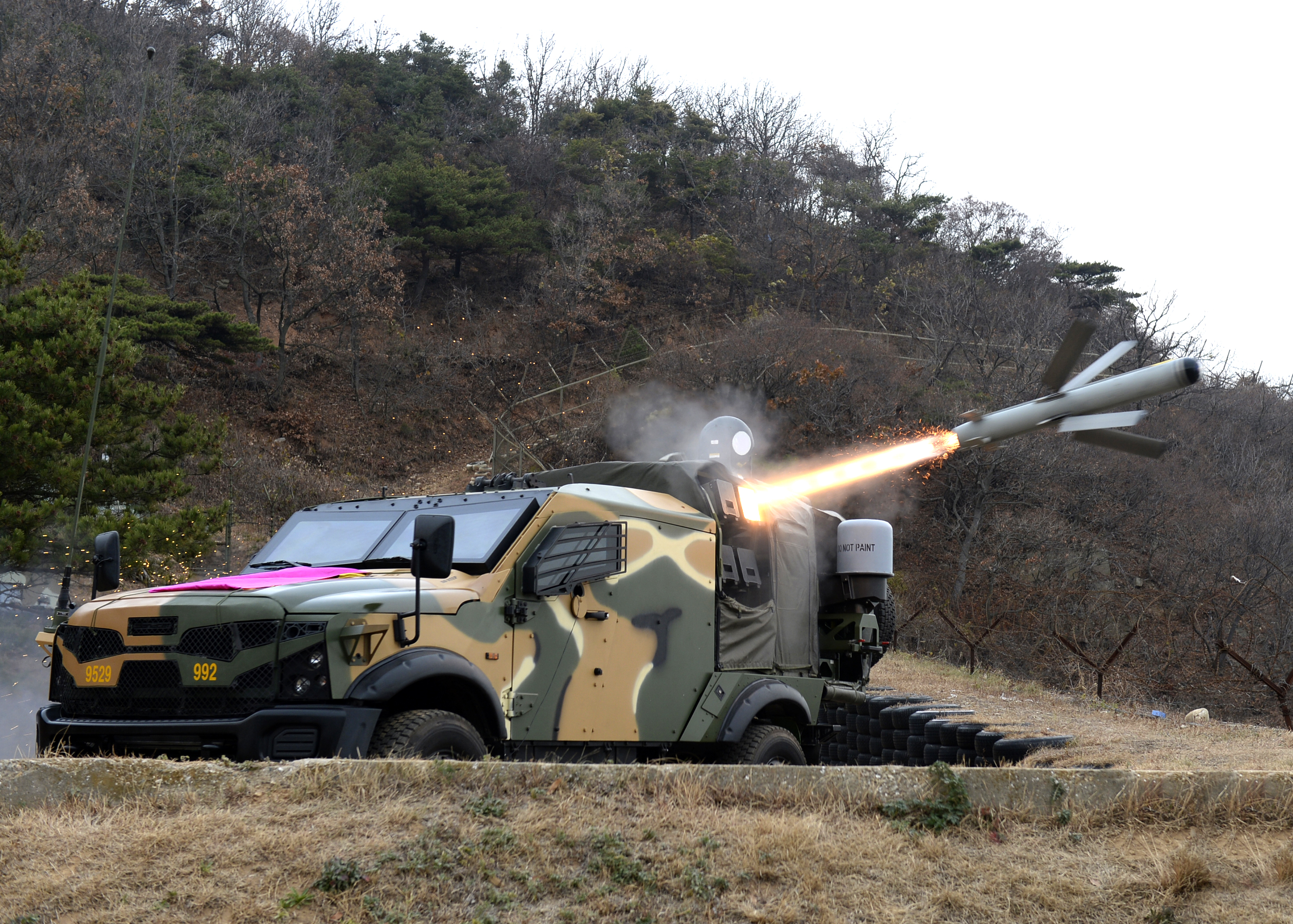
2014년 서해5도에 배치된 한국 해병대의 플라산 샌드캣 차량에서 스파이크 대전차 미사일을 발사중이다.

암살에 플라산 샌드캣 무인차량이 사용된 것으로 알려졌다. 이스라엘 플라산사가 개발한 무인조종차량이다. 이란 당국은 이스라엘 무인 무장 픽업트럭을 배후로 여기고 있는 것으로 알려졌으며 해당 무기는 이스라엘에 지난 2015년부터 실전 배치된 것으로 알려졌다. 이스라엘은 포드 F-350 차량에 원격 조정 센서, 카메라 등을 장착해 국경순찰용으로 공개한 바 있다. 초기에는 비무장이었으나 다시 이듬해부터 원격조정되는 기관총을 장착했다.
파크리자데는 방탄 처리된 닛산 자동차를 타고 있었고, 승용차 앞뒤로 무장 경호 차량 2대가 호위했지만 소용없었다. 교차로로 진입해 속도를 늦추는 순간 140m 거리에 주차된 차량에서 총격이 가해졌다. 사고 현장에 기관총을 탑재한 무인 트럭 이외에는 범인의 흔적이 없었다.
주차된 닛산 픽업트럭에 장착된 기관총은 파크리자데의 안면을 확대 조준했고 13발이 발사됐다. 이 기관총은 위성으로 제어할 수 있고 AI 기술도 적용됐다. 25 cm밖에 떨어지지 않은 그의 아내는 총에 맞지 않았다. 기관총은 위성을 통해 온라인으로 제어됐고 첨단 카메라와 AI 기술로 표적을 식별하는 성능이 있었다. 테러분자들은 현장에 없었다. 당시 11명의 경호원이 파크리자데를 경호중이었다.

## 핵개발의 아버지
- 로버트 오펜하이머,  미국, 원자폭탄의 아버지, 맨해튼 프로젝트
- 모센 파크리자데,  이란, 이란 핵무기 개발의 아버지
- 압둘 카디르 칸,  파키스탄, 파키스탄 핵무기 개발의 아버지
- 위민,  중국, 중국 수소폭탄의 아버지
- 이고리 쿠르차토프,  소련, 소련 원자폭탄의 아버지
- 압둘 칼람,  인도, 인도 핵폭탄의 아버지, 인도 대통령
- 베르트랑 골드슈미트,  프랑스, 프랑스 핵개발의 아버지, en:Bertrand Goldschmidt, 맨해튼 프로젝트에 참여한 유일한 프랑스 과학자
- 에른스트 데이비드 버그만,  이스라엘, 이스라엘 핵개발의 아버지, 대만에서 영입
- 미확인,  대한민국, 대한민국 핵무기 개발의 아버지
- 미확인,  조선민주주의인민공화국, 북한 핵무기 개발의 아버지
- 미확인,  영국, 영국 핵무기 개발의 아버지

## 같이 보기
- 이란의 대량 살상무기
- 이란-이스라엘 대리 분쟁